# Церква святих апостолів Петра і Павла (Велика Хвороща)
Церква святих апостолів Петра і Павла — дерев'яна церква у селі Велика Хвороща на Самбірщині.

## Історія
Церква святих апостолів Петра і Павла збудована у 1662 році. 
```

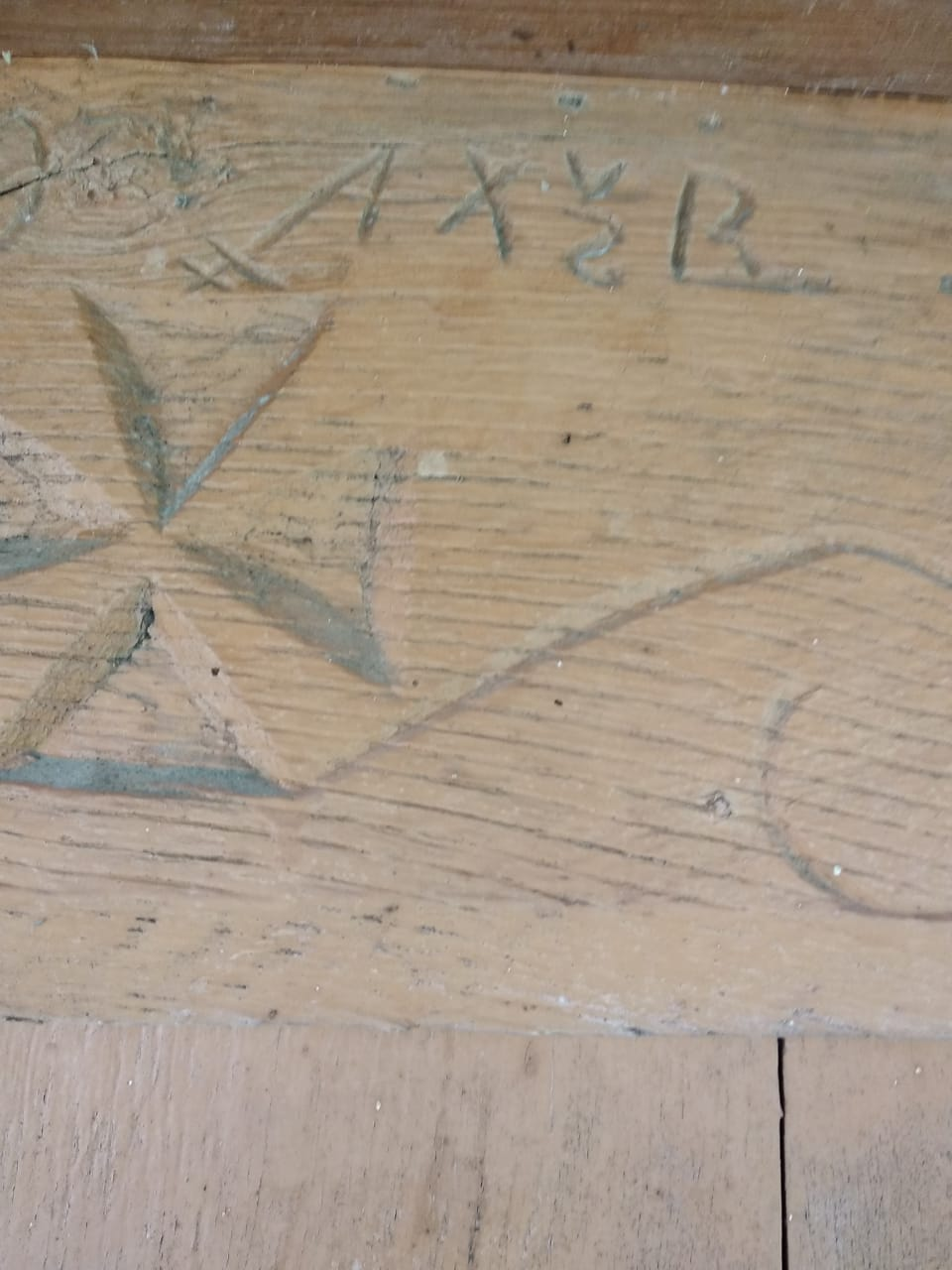
Напис над дверима церкви у Великій Хворощі (1662 рік ҂AХѮВ)

Була перенесли до Хворощі у 
1868
 року з сусіднього с. 
Лука
. 
```

Храм був відремонтований у 1904 році. Закрита церква була по Другій світовій війні у 1948 році. 
Відправи у церкві проводяться тільки на свята Петра-Павла та на Покрову.
У 1990 році греко-католицька громада провела ремонт будівлі.

## Архітектура
Будівлю церкви, на кутах, утримують дерев'яні колоди та бетонні подушки. Церква тризрубна, безверха. До вівтаря з півдня прибудована ризниця, вхід до якої підкреслений дерев'яною загорожею. Довкола церкви відсутній паркан але біля самої церкви ростуть два старих ясени.
Будівля оточена піддашшям. Зі сходу, його підпирає, очевидно, колишня ікона, на якій видно контури Пресвятої Богородиці та двох святих. При маленьких розмірах церкви до неї ведуть два входи — від заходу в бабинець, з півдня до нави. 
На надпоріжнику західних дверей є напис, але це тільки фрагмент — решта забита дошками. За перекладом Володимира Слободяна звучить так: «А перваго созданія року 1662».
Стіни підопасанням складаються з голого зрубу (крім західної стіни), надопасанням та ризниці — вертикально шальовані дошками з лиштвами. 
Об'єми будівлі накриті двосхилими дахами (над навою вищий, гребінь завершує ліхтар з маківкою). Дзвіниці немає. 